# Флаг Мордовии
Флаг Республики Мордо́вия является официальным государственным символом Республики Мордовия Российской Федерации. Принят Парламентом Республики 30 марта 1995 года.

## Описание
«Государственный флаг Республики Мордовия представляет собой прямоугольное полотнище, состоящее из расположенных горизонтально в последовательности сверху вниз трёх полос маренового (тёмно-красного), белого и тёмно-синего цветов. 

Верхняя и нижняя полосы по размеру одинаковы. Ширина каждой из них составляет 1/4 ширины флага. 

Соотношение сторон флага — 1:2. 

В середине белой полосы располагается восьмиконечная розетка — солярный знак маренового (тёмно-красного) цвета, символ солнца».
20 мая 2008 года депутаты республиканского парламента привели закон «О государственном флаге Республики Мордовия» в соответствие с рекомендацией Геральдического совета при Президенте Российской Федерации. Корректировка была направлена на изменение соотношения ширины и длины полотнища с пропорции 1:2 на 2:3, также было дано описание солярного знака: «Высота и ширина солярного знака имеют одинаковые размеры и относятся к ширине флага — 3:8».

## Флаги муниципальных образований
На 1 января 2020 года в Республике Мордовия насчитывалось 295 муниципальных образований: 1 городской округ, 22 муниципальных района, 16 городских и 256 сельских поселений.

### Флаги городского округа и муниципальных районов
| Флаг | Наименование                                 | Дата утверждения | Номер в ГГР |
| ---- | -------------------------------------------- | ---------------- | ----------- |
|      | Флаг городского округа Саранск               | 3 февраля 2011   | 9244        |
|      | Флаг Краснослободского муниципального района | 20 декабря 2018  | 12145       |

| Флаг | Наименование                           | Дата утверждения | Номер в ГГР |
| ---- | -------------------------------------- | ---------------- | ----------- |
|      | Флаг Лямбирского муниципального района | 14 июля 2017     | 11637       |

### Флаги городских поселений
| Флаг | Наименование                                                                        | Дата утверждения | Номер в ГГР |
| ---- | ----------------------------------------------------------------------------------- | ---------------- | ----------- |
|      | Флаг городского поселения Ардатов Ардатовского муниципального района                | 30 сентября 2011 | 7287        |
|      | Флаг Краснослободского городского поселения Краснослободского муниципального района | 26 сентября 2012 | 7954        |

| Флаг | Наименование                                                         | Дата утверждения | Номер в ГГР |
| ---- | -------------------------------------------------------------------- | ---------------- | ----------- |
|      | Флаг городского поселения Рузаевка Рузаевского муниципального района | 26 декабря 2020  |             |

### Флаги сельских поселений
| Флаг | Наименование                                                                | Дата утверждения | Номер в ГГР |
| ---- | --------------------------------------------------------------------------- | ---------------- | ----------- |
|      | Флаг Атемарского сельского поселения Лямбирского муниципального района      | 24 декабря 2010  | 7106        |
|      | Флаг Большеелховского сельского поселения Лямбирского муниципального района | 17 сентября 2012 | 7952        |

| Флаг | Наименование                                                                     | Дата утверждения | Номер в ГГР |
| ---- | -------------------------------------------------------------------------------- | ---------------- | ----------- |
|      | Флаг Старошайговского сельского поселения Старошайговского муниципального района | 31 марта 2011    | 7108        |
|      | Флаг Троицкого сельского поселения Ковылкинского муниципального района           | 27 июня 2016     | 11037       |

### Упразднённые флаги
| Флаг | Наименование                           | Дата утверждения | Дата отмены    |
| ---- | -------------------------------------- | ---------------- | -------------- |
|      | Флаг городского округа Саранск         | 10 сентября 2008 | 3 февраля 2011 |
|      | Флаг Лямбирского муниципального района | 30 июня 2003     |                |

## Похожие флаги

Флаг Люксембурга
Флаг Нидерландов
Флаг Миссури (США)
Флаг Хорватии